# 유재중
유재중(柳在仲, 1956년 3월 27일~)은 대한민국의 정치인이다. 한나라당 소속으로 2대, 3대 부산광역시의원을 역임했고, 4대, 5대 부산 수영구청장을 역임했다. 3선 국회의원이다.

## 학력
- 1969년 야로국민학교 졸업
- 1972년 야로중학교 졸업
- 1975년 야로고등학교 졸업
- 1985년 동국대학교 행정학 학사
- 1989년 부산대학교 대학원 행정학 석사
- 1995년 부산대학교 대학원 법학 박사

## 경력
- 동의대학교 정치외교학과 겸임교수
- 동의대학교 도시환경디자인연구소 전임연구위원
- 부경대학교 정치외교학과 겸임교수
- 1995년 6월 27일: 제1회 전국동시지방선거 당선(민선 1기, 부산 수영구 제1선거구, 민주자유당, 초선)
- 1995년 7월~1998년 7월: 제2대 부산광역시의회 의원(민선 1기, 부산 수영구 제1선거구, 민주자유당→신한국당→한나라당, 초선)
- 1998년 6월 4일: 제2회 전국동시지방선거 당선(민선 2기, 부산 수영구 제1선거구, 한나라당, 재선)
- 1998년 7월~2000년 5월: 제3대 부산광역시의회 의원(민선 2기, 부산 수영구 제1선거구, 한나라당, 재선)
- 2000년 6월 8일: 2000년 6월 재보궐선거 당선(민선 2기, 부산광역시 수영구청장, 한나라당, 초선)
- 2000년 6월~2002년 6월: 제4대 부산광역시 수영구청장(민선 2기, 한나라당, 초선)
- 2002년 6월 13일: 제3회 전국동시지방선거 당선(민선 3기, 부산광역시 수영구청장, 한나라당, 재선)
- 2002년 7월~2006년 4월: 제5대 부산광역시 수영구청장(민선 3기, 한나라당, 재선)
- 2006년 5월 31일: 제4회 전국동시지방선거 당선(민선 4기, 부산 수영구 제2선거구, 한나라당, 3선)
- 2006년 7월~2008년 2월: 제5대 부산광역시의회 의원(민선 4기, 부산 수영구 제2선거구, 한나라당, 3선)
- 2008년 4월 9일: 대한민국 제18대 국회의원 선거 당선(부산 수영구, 무소속, 초선)
- 2012년 4월 11일: 대한민국 제19대 국회의원 선거 당선(부산 수영구, 새누리당, 재선)
- (재)남촌장학회 이사
- 2013년 6월~2017년 12월: (재)부산사회체육센터 이사장
- 2016년 4월 13일: 대한민국 제20대 국회의원 선거 당선(부산 수영구, 새누리당, 3선)
- 2021년 8월~2021년 9월: 국민의힘 제20대 대통령 선거 최재형 열린캠프 자문위원
- 2021년 9월~2021년 11월: 국민의힘 대한민국 제20대 대통령 선거 홍준표 예비후보 jp희망캠프 부산광역시 선거대책위원장
- 2022년 1월~2022년 3월: 국민의힘 부산 살리는 선거대책위원회 선거대책본부 총괄특보단장
- 2022년 5월~2022년 6월: 국민의힘 제8회 전국동시지방선거 부산 선거대책위원회 명예선대위원장

## 의정 활동
- 2008년 5월 30일~2012년 5월 29일: 제18대 국회의원(부산 수영구, 무소속→한나라당→새누리당, 초선)
  - 2008년~2010년: 제18대 국회 전반기 보건복지위원회 위원
  - 제18대 국회 예산결산특별위원회 위원
- 2011년 5월~2012년 2월: 한나라당 원내부대표
- 2012년 2월~2012년 5월: 새누리당 원내부대표
- 2012년 5월 30일~2016년 5월 29일: 제19대 국회의원(부산 수영구, 새누리당, 재선)
  - 2012년 7월~2014년 5월: 제19대 국회 전반기 보건복지위원회 간사
  - 2014년 6월~2016년 5월: 제19대 국회 후반기 교육문화체육관광위원회 위원
- 2013년 6월~2015년 7월: 새누리당 부산시당 위원장
- 2016년 5월 30일~2020년 5월 29일: 제20대 국회의원(부산 수영구, 새누리당→자유한국당→미래통합당, 3선)
  - 2016년 6월~2017년 7월: 제20대 국회 전반기 안전행정위원회 위원장
  - 2017년 7월~2018년 6월: 제20대 국회 전반기 행정안전위원회 위원장
  - 2018년 7월~2020년 5월: 제20대 국회 후반기 보건복지위원회 위원
- 2019년 7월: 자유한국당 부산광역시당 위원장
- 2020년 2월: 미래통합당 우한 폐렴 대책 태스크포스 위원
- 2020년 3월~2020년 4월: 제21대 국회의원 선거 미래통합당 부산광역시당 2020 통합 선거책위위원회 명에선거대책본부장

## 전과
- 도로교통법위반: 벌금 150만원 - 1995년 11월 13일 선고[1]

## 가족
- 배우자: 김은나
- 자녀: 1남 1녀

## 역대 선거 결과
|  | 65.66% |

|  | 58.77% |

|  | 65.31% |

|  | 100.00% |

|  | 74.13% |

|  | 54.93% |

|  | 45.3% |

|  | 52.44% |

## 소속 정당
| 소속 정당 | 소속 정당  | 소속 기간 | 비고      |
| --------- | ---------- | --------- | --------- |
|           | 민주자유당 | 1995      | 정계 입문 |
|           | 신한국당   | 1995~1997 | 당명 변경 |
|           | 한나라당   | 1997~2008 | 합당      |
|           | 무소속     | 2008      | 탈당      |
|           | 한나라당   | 2008~2012 | 복당      |
|           | 새누리당   | 2012~2017 | 당명 변경 |
|           | 자유한국당 | 2017~2020 | 당명 변경 |
|           | 미래통합당 | 2020      | 합당      |
|           | 국민의힘   | 2020~현재 | 당명 변경 |

## 같이 보기
- 수영구 (선거구)
- 부산 수영구의 국회의원
- 수영구청장